# La pelu
La pelu fue un programa cómico de televisión y revista de actualidad argentino. Fue producido por Telefe y ViacomCBS, bajo la  conducción y protagonismo de Florencia de la V, acompañada de Gladys Florimonte, el Turco Naím, Nicolás Scarpino, Alejandro Müller, Nancy Gay, Fernanda Metilli, Fabián Gianola y con la participación de Silvina Luna. Se empezó a emitir el martes 17 de abril de 2012, de lunes a viernes a las 12:00h hasta el 14 de diciembre de 2012. Debido al éxito de la primera temporada, se realizó una segunda temporada en el año 2013, que comenzó el 29 de abril de 2013 y finalizó el 16 de diciembre de 2013.

## Argumento
"Biuti Flor" es una peluquería regenteada por Silvina (Silvina Luna), donde Flor (Florencia de la V) se hace cargo de los peinados mientras que su hermana Gladys (Gladys Florimonte) es la manicurista. Biuti Flor tiene como recepcionista a Fernanda (Fernanda Metilli) y como clienta vitalicia a Nancy (Nancy Gay). Por otra parte se encuentran ligados a esta historia: Naím (el Turco Naím), es quien se encarga del mantenimiento de los locales de la cuadra mientras intenta seducir a Flor y Silvina, y Pascual Vartichotto (Alejandro Müller), un vendedor ambulante que intenta estafar a la gente con productos de mala calidad.

## Reparto
| Actor               | Personaje               | Temporadas     | Temporadas     |
| Actor               | Personaje               | 1              | 2              |
| ------------------- | ----------------------- | -------------- | -------------- |
| Florencia de la V   | Florencia Trinity       | Principal      | Principal      |
| Gladys Florimonte   | Gladys Reyes            | Principal      | Principal      |
| El Turco Naím       | Naím                    | Principal      | Principal      |
| Silvina Luna †      | Silvina Moon            | Principal      | Principal      |
| Nicolás Scarpino    | Nicolás Scarpe/Narciso  | Principal      | Principal      |
| Alejandro Müller    | Pascual Bartichotto (†) | Principal      |                |
| Alejandro Müller    | Dr. Pet                 |                | Principal      |
| Fabián Gianola      | Cacho                   |                | Principal      |
| Nicolás Scarpino    | Narciso                 |                | Principal      |
| Nancy Gay           | Nancy                   | Coprotagonista | Coprotagonista |
| Fernanda Metilli    | Fernanda                | Coprotagonista | Coprotagonista |
| Laura Ubfal         | Laura                   | Recurrente     | Recurrente     |
| Mariana Antoniale   | Loly                    | Recurrente     |                |
| Claudia Fernández   | Claudia                 | Recurrente     | Recurrente     |
| Jey Mammón          | Jey                     | Recurrente     |                |
| Jey Mammón          | Estelita                |                | Recurrente     |
| Lorena Vega         | Oficial Buchonelli      | Recurrente     | Recurrente     |
| Evangelina Anderson | Eva Green               | Recurrente     | Recurrente     |
| Wanda Nara          | Wanda                   |                | Recurrente     |

## Segunda temporada
Comenzó el 29 de abril de 2013, con nuevos integrantes y nuevas secciones. Despeinada, la cortina principal del programa fue realizada por el grupo musical “Los Totora”, cambiando también el vídeo de apertura, y parte de la escenografía, agregando mobiliario nuevo, así como también la gomería de Cacho, un gimnasio, un cajero automático y el bar donde Nancy trabajaba en un principio. También una sucursal de Musimundo luego del cierre de la Gomería.
Al elenco del año anterior se sumaron:
- Fabián Gianola como Cacho/Júnior: Cacho trabaja en la gomería del barrio, a simple vista da la imagen de un macho, pero de vez en cuando demuestra su lado sentimental. Júnior es un empresario estafador y representante de estrellas, y se postula para diputado.
- Nicolás Scarpino como Narciso: es una persona muy ególatra, siempre preocupado y enamorado de sí mismo, sin embargo quiere conquistar a Fernanda y ha creado un nuevo hit llamado La Cumbia Narcisista.
- Alejandro Muller como Dr. Pet: es el médico veterinario del barrio. Este hace su aparición luego de la muerte de Bartichotto.

### Personajes recurrentes
- Jey Mammón como Estelita: una vedette y conductora con características físicas muy ambiguas, participa en la sección de espectáculos y en ocasiones compone canciones o poesías para los invitados.
- Wanda Nara como Anabella:  es la mucama de la peluquería. Esta hace su aparición luego de la partida de Eva. Hizo su aparición por una semana.
- Analía Franchín: participa de la sección de espectáculos junto a Laura Ubfal los días miércoles.
- Majo Girondo: es la locutora oficial del programa, y ocasionalmente participa en la sección de espectáculos.

### Nuevas secciones
- La canción de Jey Mammón: cada semana Jey le dedica una canción para algún invitado especial.
- Las Malditas de Pelo Largo: es un concurso que se realiza, donde cinco chicas que han sido seleccionadas compiten para saber cuál es la que tiene el pelo más largo. La ganadora se lleva una tableta y participa de la final anual. Participa el peluquero Diego San Filippo
- La cocina del Colo: esta sección apareció el año anterior, pero en la segunda temporada quedó como definitiva todos los días.
- Por fin me lo saqué de encima: una cabina donde las mujeres pueden dejar los objetos de sus exparejas, y tienen 30 segundos para decirles lo que piensan.
- Cambio de Look: periódicamente 4 chicas que deciden cambiar su corte de pelo y su vestuario acuden a La Pelu y los resultados se ven al final del programa. En esta sección tenían participación el diseñador Jorge Ibáñez y el peluquero Diego san Filippo

## Recepción
Según el Grupo IBOPE, en su debut el programa promedió 15.0 puntos de índice de audiencia (con picos de 20 puntos). Ganó su franja, ya que logró vencer a su competidor El Zorro y fue el quinto programa más visto de la jornada.

### Índice de audiencia 2012
| Índice de audiencia de La Pelu | Índice de audiencia de La Pelu | Índice de audiencia de La Pelu | Índice de audiencia de La Pelu | Índice de audiencia de La Pelu | Índice de audiencia de La Pelu |
| 2012                           | Emisiones                      | Rating                         | Variación                      | Pico                           | Piso                           |
| ------------------------------ | ------------------------------ | ------------------------------ | ------------------------------ | ------------------------------ | ------------------------------ |
| Abril                          | 10                             | 11,64                          | -                              | 15,0                           | 8,9                            |
| Mayo                           | 23                             | 9,66                           | -1,98                          | 12,1                           | 7,4                            |
| Junio                          | 21                             | 8,69                           | -0,97                          | 11,4                           | 6,9                            |
| Julio                          | 22                             | 8,25                           | -0,44                          | 10,0                           | 6,3                            |
| Agosto                         | 23                             | 8,40                           | +0,15                          | 10,2                           | 6,6                            |
| Septiembre                     | 20                             | 8,54                           | +0,14                          | 10,8                           | 6,7                            |
| Octubre                        | 23                             | 8,24                           | -0,20                          | 10,3                           | 6,4                            |
| Noviembre                      | 22                             | 7,93                           | -0,31                          | 10,1                           | 6,3                            |
| Diciembre                      | 10                             | 7,67                           | -0,26                          | 9,5                            | 6,5                            |
| Promedio                       | 174                            | 8,66                           | -                              | 15,0                           | 6,3                            |

### Índice de audiencia 2013
| Índice de audiencia de La Pelu | Índice de audiencia de La Pelu | Índice de audiencia de La Pelu | Índice de audiencia de La Pelu | Índice de audiencia de La Pelu | Índice de audiencia de La Pelu |
| 2013                           | Emisiones                      | Rating                         | Variación                      | Pico                           | Piso                           |
| ------------------------------ | ------------------------------ | ------------------------------ | ------------------------------ | ------------------------------ | ------------------------------ |
| Abril                          | 2                              | 6,65                           | -1,02                          | 7,6                            | 5,7                            |
| Mayo                           | 23                             | 7,31                           | +0,66                          | 10,2                           | 6,0                            |
| Junio                          | 20                             | 7,10                           | -0,21                          | 8,4                            | 5,5                            |
| Julio                          | 23                             | 7,17                           | +0,07                          | 8,5                            | 6,4                            |
| Agosto                         | 22                             | 7,46                           | +0,29                          | 10,1                           | 5,7                            |
| Septiembre                     | 21                             | 7,35                           | -0,11                          | 8,7                            | 5,5                            |
| Octubre                        | 23                             | 6,93                           | -0,42                          | 7,9                            | 5,8                            |
| Noviembre                      | 21                             | 7,19                           | +0,26                          | 8,2                            | 4,9                            |
| Diciembre                      | 11                             | 6,54                           | -0,65                          | 8,0                            | 5,6                            |
| Promedio                       | 166                            | 7,16                           | -1,50                          | 10,2                           | 4,9                            |

Cada punto de índice de audiencia equivale a 100.000 espectadores de la Capital Federal y alrededores. Fuente:IBOPE.

## Premios y nominaciones
| Año  | Premiación               | Categoría                      | Receptor     | Resultado | Ref.  |
| ---- | ------------------------ | ------------------------------ | ------------ | --------- | ----- |
| 2012 | Premios Tato             | Magazine                       | La pelu      | Nominada  |       |
| 2012 | Premios Tato             | Conducción Femenina            | Flor de la V | Nominada  |       |
| 2013 | Premios Martín Fierro    | Revelación                     | Nancy Gay    | Nominada  | [ 4 ] |
| 2013 | Premios Martín Fierro    | Conducción Femenina            | Flor de la V | Nominada  |       |
| 2013 | Premios Tato             | Programa de Humor              | La Pelu      | Nominada  |       |
| 2013 | Premios Tato             | Conducción Femenina            | Flor de la V | Nominada  |       |
| 2013 | Premios Moda a la imagen | Conductora de TV mejor vestida | Flor de la V | Ganadora  |       |